# Parafia św. Wojciecha w Zambskach Kościelnych
Parafia pw. Świętego Wojciecha w Zambskach Kościelnych – parafia należąca do dekanatu pułtuskiego, diecezji płockiej, metropolii warszawskiej. Siedziba parafii mieści się pod numerem 81.

## Historia parafii
Została erygowana w 1231 roku. Od XIII w. do 1825 parafia stanowiła prepozyturę benedyktynów z Płocka, którzy byli właścicielami wsi i obsługiwali parafię.

## Miejsca święte

### Kościół parafialny
Obecny kościół parafialny pw. św. Wojciecha został zbudowany w latach 1896–1900 według projektu architekta Feliksa Nowickiego. Świątynia ta była niszczona w 1915 oraz 1939–1944 (wieża i sklepienia). Odbudowana do 1958.
Jest to kościół orientowany, neoklasycystyczny, wymurowany z cegły i otynkowany. Posiada trójnawowy czteroprzęsłowy korpus z wtopioną kwadratową wieżą od frontu. Prezbiterium dwuprzęsłowe, zamknięte trójbocznie, po jego bokach ulokowano prostokątne: zakrystię i kaplicę z lożami na piętrze, otwartymi do prezbiterium. Elewacje rozczłonkowane toskańskimi pilastrami na wysokich cokołach i zwieńczone belkowaniem. Okna w bogatych obramieniach tynkowych z naczółkami poziomymi, trójkątnymi i odcinkowymi. Fasada trójosiowa, dwukondygnacyjna dzielona pilastrami w wielkim porządku. Wieża opięta pilastrami w typie toskańskich. Dachy dwuspadowe kryte blachą, na wieży ostrosłupowy hełm blaszany.

### Kościoły filialne i kaplice
Posiadają one jednak kaplicę filialną pw. św. Rafała Kalinowskiego w Gnojnie.

### Dawniej posiadane lub użytkowane przez parafię świątynie
Istnieją wzmianki o kościele z I połowy XVII w., który spłonął w 1711. Kolejny został zbudowany w 1718 i konsekrowany w 1739. 

## Obszar parafii
Jej terytorium rozciąga się na obu brzegach Narwi. Na przeciwległym niż Zambski prawym brzegu znajdują się Gnojno i Przeradowo. 

### Miejscowości i ulice
W granicach parafii znajdują się miejscowości:

- Ciółkowo Małe[4],
- Ciółkowo Rządowe[4],
- Gnojno[1],
- Gostkowo[1],
- Kalinowo[1],
- Przeradowo[1],
- Szygówek[1],
- Tocznabiel[1],
- Zambski Kościelne[1],
- Zambski Stare[1].

### Liczebność parafian
Parafia liczy ok. 1100 mieszkańców. 